# Wyomisk vildhäst
Den Wyomiska vildhästen är en hästras som lever i öknarna i Wyoming, USA och som helt utvecklats i det fria. Även om de wyomiska hästarna är förvildade hästar är de väldigt renrasiga och även om de inte har några utmärkande egenskaper har de använts i utvecklingen av bland annat Pinton och Palominon.

## Historia
Under 1500- och 1600-talet fördes många hästar till Amerika med de spanska conquistadorerna. Även under koloniseringen fördes många hästar från Europa till Amerika. De mest utmärkande raser var spanska hästar, arabiska fullblod, Berberhästar eller turkmenska hästar. Under den här tiden rymde många hästar och en del släpptes helt enkelt lösa när utvecklingen av andra hästraser började i landet. Runt om i USA bildades olika stammar av förvildade hästar som förvånansvärt inte höll någon kontakt med varandra utan är idag väldigt rasrena. Dessa olika flockar fick även olika egenskaper och exteriör beroende på klimatet de levde i.
Idag lever de Wyomiska vildhästarna fortfarande i halvvilt tillstånd och enligt tradition samlas de ihop en gång om året då man plockar ut de bästa hingstarna och stona för att utveckla nya raser. De wyomiska vildhästarna var med i utvecklingen av bland annat Pinton och Palominon.

## Egenskaper
Den wyomiska vildhästen har en typisk vildhästkaraktär med en naturlig sundhet och intelligens. Till utseendet påminner de mycket om Mustangen med ett ganska tungt och stort huvud och kraftig hals. Manken är låg och ryggen kort men hästarna är förvånansvärt starka.
Väldigt få wyomiska vildhästar används till ridning och passar bäst som vildhästar. De är fridlysta i Wyoming där de lever i stora hjordar på stäpperna. Det arabiska och orientaliska blodet har gett hästen uthållighet och motståndskraft mot torka och hetta. Vildhästarna kan klara sig länge utan vatten eller mat.
Den vanligaste färgen på vildhästarna är flaxfux, en ljust gulbrun till rödbrun färg på kroppen med ljust gulvit till vit man och svans, vilket gjort att hästen blivit populär i avel av Palominohästar.